# اوتنباخ
اوتنباخ (به آلمانی: Utenbach) یک منطقهٔ مسکونی در آلمان است که در مرتندورف واقع شده‌است. اوتنباخ ۱۳۴ نفر جمعیت دارد.